# Chuquisaca (departman)
Departman Chuquisaca nalazi se na jugoistoku Bolivije i graniči s departmanima Cochabamba, Potosí, Santa Cruz i Tarija. Na istočnom kraju ovaj departman graniči s Paragvajem.
Glavni grad ovog departmana je Sucre koji je i službeno glavni grad Bolivije.

## Stanovništvo
Broj stanovnika ovog departmana se u zadnjih pola stoljeća udvostručio, s 260.479 (1950.) preko 358.516 (1976.) i 453.756 (1992.) do 531.522 (2001.).

## Zemljopis
Chuquisaca se proteže od istočnog kraj Anda do nizinskog područja Gran Chaco. U visinskom dijelu je klima umjerena, dok je na istoku departmana tropska klima.

## Provincije
Departman Chuquisaca podijeljen je u deset provincija:
| Provincija               | Glavni grad           | Površina (km²) | Stan. (2001.) |
| ------------------------ | --------------------- | -------------- | ------------- |
| Belisario Boeto          | Villa Serrano         | 2000           | 12.277        |
| Hernando Siles           | Monteagudo            | 5473           | 36.511        |
| Jaime Zudáñez            | Villa Zudáñez         | 3738           | 33.482        |
| Juana Azurduy de Padilla | Azurduy               | 4185           | 26.515        |
| Luis Calvo               | Villa Vittorio Guzman | 13.299         | 20.479        |
| Nor Cinti                | Camargo               | 7983           | 69.512        |
| Oropeza                  | Sucre                 | 3943           | 241.376       |
| Sud Cinti                | Camataqui             | 5484           | 24.321        |
| Tomina                   | Padilla               | 3947           | 37.482        |
| Yamparáez                | Tarabuco              | 1472           | 29.567        |

## Najveći gradovi
| Grad       | Stanovništvo 2001. (popis) | Stanovništvo 2005. (procjena) |
| ---------- | -------------------------- | ----------------------------- |
| Sucre      | 194.888                    | 224.838                       |
| Monteagudo | 7.258                      | 8.289                         |
| Camargo    | 4.459                      | 4.715                         |

## Vanjske poveznice
- (njem.)Informacije o ovom departmanu na stranicama bolivijskog veleposlanstva u Berlinu